# تيدن منجي
تيدن منجي (بالإنجليزية: Teden Mengi)‏ (مواليد 30 أبريل 2002) هو لاعب كرة قدم إنجليزي يلعب في مركز الدفاع في نادي مانشستر يونايتد.

## روابط خارجية
- تيدن منجي على موقع الاتحاد الأوربي (الإنجليزية)
- تيدن منجي على موقع قاعدة بيانات كرة القدم.إي يو (الإنجليزية)
- تيدن منجي على موقع ليكيب (الفرنسية)
- تيدن منجي على موقع Soccerbase.com (لاعب) (الإنجليزية)
- تيدن منجي على موقع Soccerway.com (الإنجليزية)
- تيدن منجي على موقع عالم كرة القدم.نت (الإنجليزية)